# Coquillettidia aurata
Coquillettidia aurata is een muggensoort uit de familie van de steekmuggen (Culicidae). De wetenschappelijke naam van de soort is voor het eerst geldig gepubliceerd in 1962 door Dobrotworsky.